# Plăcinta americană (film)
Plăcinta americană (engleză: American Pie) (1999) este un film de comedie american scris de Adam Herz și regizat  de  frații Paul și Chris Weitz, filmul reprezentând debutul lor regizoral. Este primul film din seria de filme artistice Plăcinta americană. Filmul a avut un mare succes de box-office și au fost realizate trei continuări directe: American Pie 2 (2001), American Wedding (2003) și American Reunion (2012). Filmul prezintă povestea a 5 băieți (Jim, Kevin, Oz, Finch și Stifler) care frecventează East Great Falls High. Cu excepția lui Stifler (care deja și-a pierdut virginitatea), ceilalți patru fac un pact pentru a-și pierde virginitatea înainte de a absolvi. Titlul este preluat de la cântecul folk omonim și se referă la o scenă din film, în care personajul principal este prins masturbându-se cu o plăcintă după ce a spus că a treia bază se simte ca o "plăcintă cu mere caldă". De asemenea se pare că Adam Herz ar fi declarat că titlul se referă la obiectivul său de a-și pierde virginitatea în liceu, care este ca un fel de "plăcintă american cu mere."
Tema filmului este cântecul lui James, Laid, melodie care a devenit ulterior tema întregii francize.
În plus față de primele patru filme originale American Pie menționate mai sus, există (în 2013) patru filme direct-pe-DVD spin-off care încep cu titlul American Pie Presents și anume Band Camp (2005), The Naked Mile (2006), Beta House (2007) și The Book of Love (2009).
Ca urmare a succesului filmului American Reunion, la 4 august 2012 a fost anunțat un al cincilea film având titlul de lucru "American Pie 5".